# Roydon (South Norfolk)
Roydon is een civil parish in het bestuurlijke gebied South Norfolk, in het Engelse graafschap Norfolk met 2450 inwoners.

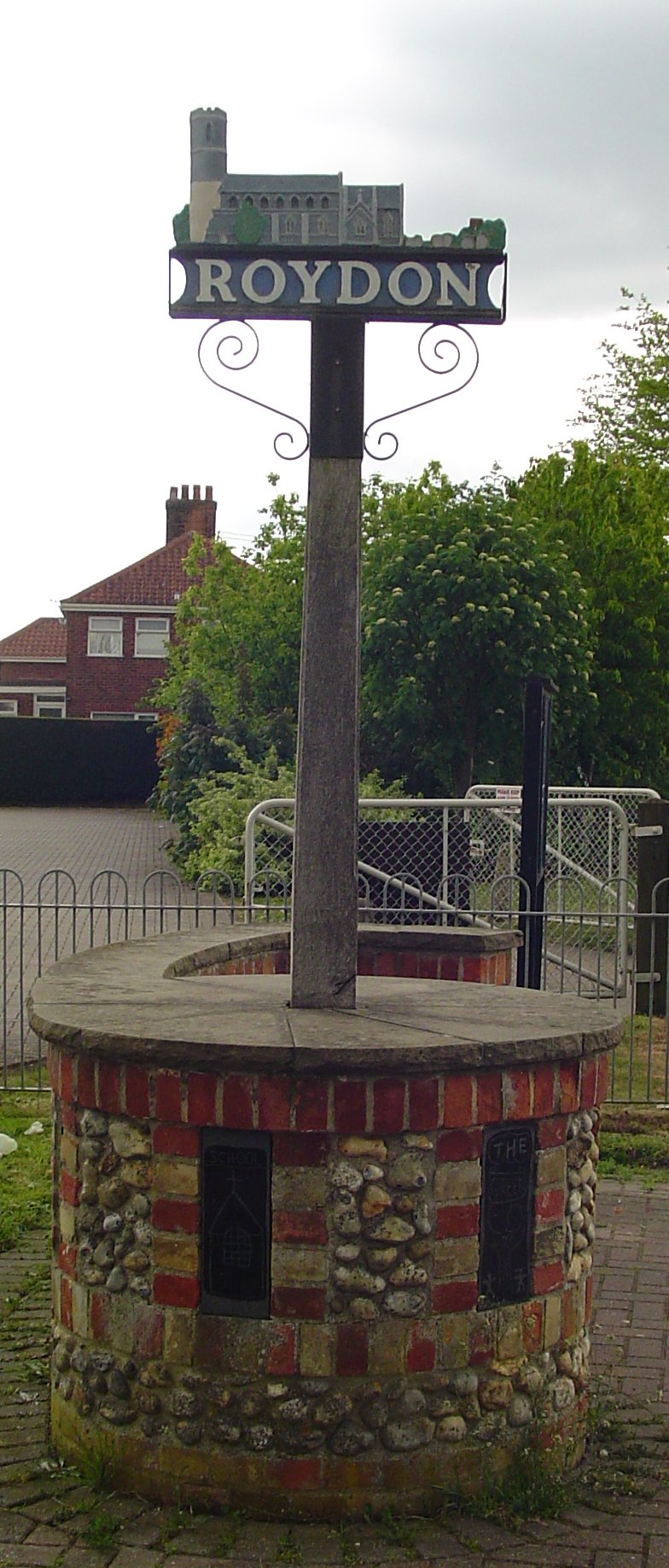
De wegwijzer van Roydon